# Sphagnum personatum
Sphagnum personatum là một loài rêu trong họ Sphagnaceae. Loài này được Roiv. mô tả khoa học đầu tiên năm 1937.